# ژن خودخواه
ژن خودخواه (به انگلیسی: The Selfish Gene)، کتابی دربارهٔ فرگشت (تکامل) است که ریچارد داوکینز در سال ۱۹۷۶ (میلادی) نوشت. این کتاب در دنبالهٔ کتاب نخست جرج ویلیامز به نام سازگاری و انتخاب طبیعی نوشته شده‌است. داوکینز اصطلاح ژن خودخواه را برای توضیح فرگشت ژن‌محور به کار برد، و بر این پایه است که تأثیر فرگشت در سطح ژن‌ها بارزتر است و فرگشت در سطح جانداران یا جمعیت‌ها هیچ‌گاه بالاتر از انتخاب بر پایهٔ ژن‌ها قرار نمی‌گیرد.
بر این اساس، انتظار می‌رود که یک جاندار تا آنجا فرگشت یابد که شایستگی کلی‌اش (شمار پخش رونوشت‌های ژن‌هایش) بیشترین حالت ممکن شود (نه یک جاندار خاص). در نتیجه، به سوی یک استراتژی پایدار فرگشتی می‌رود. در این کتاب برای نخستین بار واژهٔ میم به کار رفته‌است. میم واحدهای فرهنگی فرگشت است که شبیه ژن‌ها در محیط زیستی عمل می‌کند. پیشنهاد شده است که رونوشت‌برداری خودخواهانه علاوه بر ژن‌ها در فرهنگ‌های انسانی هم برابرهایی دارد. پس از انتشار کتاب، میمتیک موضوع بسیاری از پژوهش‌ها و کتاب‌ها بوده‌است. در سال ۲۰۱۷ در رأی‌گیری جشن ۳۰ سالگی جایزه کتاب انجمن سلطنتی بریتانیا در مورد «اثر گذارترین کتاب علمی تمام ادوار تاریخ علم»، برای نخستین بار کتاب «ژن خودخواه» ریچارد داوکینز بالاتر از کتاب «منشأ انواع داروین» و «اصول ریاضیات طبیعی نیوتون» قرار گرفت. کتاب «ژن خودخواه» در ایران با ترجمهٔ دکتر جلال سلطانی از سوی انتشارات مازیار (۱۳۹۶) منتشر شد و در عرض ۷ ماه به چاپ سوم رسیده‌است (۷).

## درون‌مایه کتاب
1. پیش‌گفتار
2. ما از کجا آمده‌ایم؟
3. همانندسازها
4. مارپیچ‌های نامیرا
5. ماشین ژن
6. ستیز: پایداری و ماشین‌های خودخواه
7. ژن‌چیرگی
8. برنامهٔ خانواه
9. نبرد نسل‌ها
10. نبرد جنسیتی
11. تو پشت من را بخاران، من به تو سواری می‌دهم
12. میم‌ها: رونوشت‌بردارهای نوین
13. آدم‌خوب‌ها زودتر به پایان می‌برند
14. دسترسی دوردست ژن
15. پس‌گفتار

## ژن‌های خودخواه
در تعریف ژن‌ها به صورت خودخواه، منظور نویسنده (آن‌طور که صریحاً اعلام کرده) این نبوده که هیچ نوع محرکه یا انگیزشی برای آنها وجود دارد، یا ویژگی‌های آنها به این شکل بهتر توصیف می‌شوند. ارتباط واژه در اینجاست که ژن‌هایی که منتقل می‌شوند، آنهایی هستند که پیامدشان به‌طور ضمنی باعث بقایشان هم می‌شود؛ البته نه برای خود جاندار، بلکه در پایین‌ترین سطح ممکن - یعنی در سطح ژن.
این نگرش، نیکوکاری در سطح جانداران در طبیعت را توضیح می‌دهد، به ویژه در ارتباط‌های خویشاوندی (یعنی زمانی که یک جاندار جان خودش را برای حفاظت از خانواده فدا می‌کند، در واقع دارد به نفع ژن‌های خودش کار می‌کند). برخی این استعاره را به سادگی دریافت می‌کنند، درحالی که برخی دیگر آن را گیج‌کننده می‌یابند، و برخی هم به اشتباه برخی ویژگی‌های احساسی را برای آن متصور می‌شوند. برای نمونه اندرو براون در این زمینه نوشته‌است:
واژهٔ خودخواه، وقتی که دربارۀ ژن‌ها به کار می‌رود، اصلاً به معنی خودخواهی نیست. معنی آن در واقع یکی از ویژگی‌های مهمی است که هیچ واژه خوبی در زبان انگلیسی آن را توصیف نمی‌کند: «ویژگی کپی‌شوندگی در فرایند گزینش داروینی». این یک عبارت طولانی است. بایستی یک واژهٔ بهتر باشد، البته این واژهٔ کوتاه‌تر خودخواه نخواهد بود.
ژن‌های ما به ما می‌آموزند که خودخواه باشیم؛ ولی ما لزوماً مجبور به پیروی از آنها در زندگی‌مان نیستیم. تنها ممکن است دیگرخواهی را کمی سخت‌تر یاد بگیریم… در میان جانوران، انسان به‌طور یکتا تحت سیطره فرهنگ است، و این به صورت تأثیراتی است که می‌پذیرد و به نسل بعدی می‌سپارد.

## جانداران به عنوان ماشین‌های بقا
می‌توان یک مقایسهٔ ابتدایی را در گفته‌های قدیمی‌ها یافت که می‌گفتند یک جوجه تنها روش تخم‌مرغ است برای تولید تخم‌مرغ بیشتر. در وارونش مشابه، داوکینز جانداران زیستی را وسیله نقلیه می‌داند، که در آن ژن‌ها نقش رونوشت‌بردار را دارند تا جانداران بیشتری شبیه خودشان چنان بسازند که بتوانند از منابعی استفاده کنند تا بتوانند خودشان را کپی کنند.
از دیدگاه جاندار منفرد، ژن‌ها می‌توانند نوعی برنامه محسوب شوند که شاید به جاندار فایده رسانند؛ ولی از دیدگاه ژن تنها هدف واضح سود خودشان است. مفهوم مشابه این در کار بعدی داوکینز به نام فنوتیپ گسترش یافته مشاهده شد، که در آن تأثیر ژن‌ها حتی از داخل بدن جاندار فراتر می‌رود و در محیط زندگیش تأثیرگذار می‌شود.

## بزرگداشت ۳۰امین سالگرد
برای سی‌امین سالگرد انتشار کتاب، یادبودنامه‌ای به نام «ریچارد داوکینز: چگونه یک دانشمند نحوهٔ اندیشیدن ما را دگرگون کرد؟» منتشر شد. (نگارش سی‌امین سالگرد کتاب ژن خودخواه هم در همین سال چاپ شد). در مارس ۲۰۰۶ همایش ویژه‌ای به نام ژن خودخواه: در سی سال در دانشکده اقتصاد لندن برگزار شد. این همایش توسط هلنا کرونین ترتیب داده شده بود و ملوین برگ ریاست جلسه آن را بر عهده داشت.

## نظرات متقابل
زیست‌شناس فقید، استفان جی گولد نسبت به موضوع «ژن به عنوان واحد انتخاب طبیعی» انتقاداتی دارد. او استدلال می‌کند که ژن‌ها به‌طور مستقیم در انتخاب طبیعی به چشم نمی‌آیند. در واقع واحد انتخاب طبیعی فنوتیپ است تا ژنوتیپ. برای اینکه این فنوتیپ است که با محیط به عنوان واسطه انتخاب طبیعی به برهم‌کنش می‌پردازد. کیم استرنلی دیدگاه گولد را این گونه خلاصه می‌کند: «تفاوت‌های ژنی، باعث تغییرات تکاملی در گروه‌ها نمی‌شود، بلکه فقط این تغییرات را به ثبت می‌رساند.». این دیدگاه مطابق با نظر دیگر دیرینه‌شناس مشهور نیلز الدرج نیز هست. پاتریک بیتسون می‌نویسد، اصرار بر اینکه ژن‌ها واحد تشکیل‌دهنده انتخاب طبیعی هستند مانند این است که بگوییم، علت خرید ماشین‌ها توسط مردم فشارهای هیدرولیکی و دیگر اجزای تشکیل‌دهنده ماشین‌ها هستند (که آن را به حرکت درمی‌آورند)